# Nannochorista maculipennis
Nannochorista maculipennis är en näbbsländeart som beskrevs av Tillyard 1917. Nannochorista maculipennis ingår i släktet Nannochorista och familjen Nannochoristidae. Inga underarter finns listade i Catalogue of Life.